# Asuanski jez
Asuanski jez je ime dveh jezov na reki Nil ob Asuanu, egiptovskem mestu ob prvem kataraktu Nila. Novejši se imenuje tudi Asuanski visoki jez, nižji pa Asuanski nizki jez.
Reka Nil običajno vsako poletje poplavlja, ko se vanjo stečejo vode iz vzhodne Afrike. Te poplave prinašajo hranila in minerale, zaradi katerih je zemlja okoli Nila plodna in idealna za kmetijstvo. Ko se je prebivalstvo okoli reke začelo množiti, se je pojavila potreba po nadzoru poplavnih voda, da bi zaščitili kmetijska zemljišča in bombažna polja. V letih z visokim vodostajem je lahko voda odnesla vse pridelke, medtem ko sta v letih z nizkim vodostajem vladali suša in lakota. Jezero je bilo poimenovano po znamenitem bojevniku v 15 stol. Naserju ki se je na njem bojeval.

## Zgodovina gradnje
Prvi jez so med letoma 1899 in 1902 6 km južno od Asuana zgradili Britanci. Projekt po načrtih Williama Willcocksa je vključeval številne ugledne inženirje, vključno z Benjaminom Bakerjem in Johnom Airdom, katerega podjetje John Aird & Company je bilo glavni izvajalec. Jez je bil sestavljen iz granitnih blokov in je bil dolg 1900 m in visok 54 m. Kmalu se je pokazalo, da prvotni načrt ni bil primeren in jez so v dveh fazah, 1907–1912 in 1929–1933, zvišali.
Ko bi jez leta 1946 skoraj preplavilo, so se odločili, da bodo tokrat, namesto da bi še tretjič zviševali obstoječega, zgradili drugi jez, 6 km po reki navzgor. Načrtovanje se je začelo po Naserjevi revoluciji leta 1953. ZDA in Svetovna banka sta najprej ponudili 270 milijonov dolarjev posojila, vendar sta julija 1956 ponudbo umaknili zaradi egiptovskega priznanja Ljudske republike Kitajske in skrivnega dogovora med Egiptom in Sovjetsko zvezo. V odgovor je predsednik Naser podržavil Sueški prekop, ki je bil do tedaj v mešani britansko-francoski lasti; s pristojbinami za plovbo tamkajšnjih ladij je nameraval podpirati gradnjo Visokega jezu. V povračilo so Izrael, Združeno kraljestvo in Francija napadle Egipt in izzvale Sueško krizo. OZN je ob podpori ZDA in SZ prisilila napadalce, da so se umaknili in prekop prepustili Egipčanom. Egipčanska vlada je sprva nameravala projekt novega jezu s pomočjo dobička iz Sueškega prekopa nadaljevati sama, vendar ji je leta 1958 na pomoč priskočila Sovjetska zveza, ki je v času hladne vojne Egiptu plačala tretjino jezu kot darilo v znak prijateljstva med državama. Poslali so tudi izvedence in strojno mehanizacijo. Ogromen jez iz kamna in gline je načrtoval ruski Hidroprojektni inštitut.
Gradnja se je začela leta 1960. Visoki jez, El Saad al Aali, so dogradili 21. julija 1970. Zbiralnik so začeli polniti še med gradnjo, po končanju prve faze leta 1964; polno vsebino je dosegel šele leta 1976. Ker se je vedelo, da bo zbiralnik poplavil bogata kulturna najdišča ob reki Nil, je UNESCO na pobudo mednarodnih arheologov leta 1960 začel z intenzivnim preiskovanjem selitvijo 24 večjih spomenikov, ki so jih prestavili na varnejša višja mesta (glej Abu Simbel) ali podarili državam, ki so pomagale pri delih (tako npr. nubijski debodski tempelj v Madrid).

## Uporabnost
Asuanski visoki jez je dolg 3600 m, pri temeljih širok 980 in na grebenu 40 m, ter visok 111 m. Vsebuje 43 milijonov m³ materiala. Ob največjem pretoku lahko vsako sekundo skozenj steče 11.000 m³ vode. Narejene ima še zasilne izlivne odprtine za dodatnih 5000 m³ na sekundo ter kanalsko povezavo zbiralnika z depresijo Toška. Zbiralnik, imenovan Naserjevo jezero, je dolg 480 km in na najširšem delu širok 16 km, s površino 6000 km², zadržuje lahko 150 do 165 km&sup3. Jezero je poplavilo večino nižje Nubije, od koder so izselili več kot 90.000 ljudi. S hidroelektrično močjo 2,1 gigavatov voda iz jezu poganja ducat generatorjev s po 175 megavatov. Pridobivanje električne energije se je začelo leta 1967. Ko je jez prvič dosegel najvišji pretok, je njegova hidroelektrarna pridobivala okoli polovice celotne energijske produkcije Egipta (leta 1998 okoli 15 %) in večini egiptovskih vasi prvič omogočil elektrifikacijo. Učinki ogrožujočih poplav v letih 1964 in 1973 ter preteče suše v letih 1972–73 in 1983–84 so bili ublaženi. Okoli Naserjevega jezera se je razvila nova ribiška industrija, čeprav zaradi oddaljenosti od pomembnih tržišč zaenkrat životari. Obstaja projekt Toška oziroma projekt Nova dolina, ki bi spremenil 2340 kvadrantih kilometrov puščave v kmetijska polja.

## Okoljske težave
Poleg vseh prednosti je zajezitev Nila povzročila tudi številne okoljske težave. Rečno blato, zaradi katerega je nilsko območje rodovitno, zdaj zadržuje jez, kar vodi v (pričakovano) zamuljanje zbiralnika, kar bo nekoč (ocenjeno v 500 letih) povzročilo, da Naserjevo jezero ne bo več uporabno kot zbiralnik vode.
Nizvodno so se na kmetijskih površinah pojavili znaki erozije. Erozija obrežnih pregrad bo, zaradi pomanjkanja novih naplavnih sedimentov, nekoč povzročila uničenje ribarjenja v slankasti jezerni vodi, trenutno največjega egiptovskega vir rib. Upadanje Delte Nila bo povzročilo preplavljanje severnega dela delte z morsko vodo, na področjih, kjer trenutno pridelujejo riž. Sama delta, ki je Nilovo rečno blato nič več ne osvežuje, je izgubila veliko svoje plodnosti. Gradbena industrija rdečih opek, ki je uporabljala blato iz delte, je močno prizadeta. Na vsem vzhodnem Sredozemlju se je pojavila opazna erozija obal zaradi pomanjkanja peska, ki ga je nekoč prinašal Nil.
Kontroverzna je tudi nastala potreba po uporabi umetnih gnojil, ki jih izdelujejo mednarodne korporacije in ki povzročajo kemijsko onesnaženje, ki ga tradicionalni rečni mulj ni povzročal. Brezbrižen nadzor nad namakanjem je povzročil tudi, da so nekatere kmetijske površine poškodovane zaradi napojenosti in povečane slanosti, to težavo pa dodatno otežuje zmanjšan pretok reke, ki omogoča, da slana voda prodre v delto. Zaradi jezu so prizadete tudi sredozemske zaloge rib. Ker je vzhodni bazen Sredozemlja slabo rodoviten, je tradicionalni morski ekosistem odvisen od bogatega dotoka fosfatov in silikatov iz iztoka Nila. Odkar je bil zgrajen jez, se je ulov skoraj prepolovil, vendar je videti, da si bo opomogel. Jez povezujejo z vzponom primerov shistosomoze, zaradi bogatega rastlinskega življenja, ki v Naserjevem jezeru hrani polže, ki prenašajo to bolezen.